# باربرا بولسون
باربرا بولسون (بالإنجليزية: Barbara Paulson)‏ هي رياضياتية أمريكية، ولدت في 11 أبريل 1928 في كولومبوس في الولايات المتحدة.